# آنسوی دیوار باغ
آن سوی دیوار باغ سریال تلویزیونی کوتاه پویانمایی آمریکایی است که توسط پاتریک مک هیل برای شبکه کارتون نت‌ورک ساخته شده‌است. داستان این سریال دربارهٔ دو برادر ناتنی است که برای یافتن راه خانه خود در جنگلی اسرارآمیز سفر می‌کنند و در سفر خود با انواع چیزهای عجیب و خارق‌العاده روبرو می‌شوند. سریال بر پایه فیلم کوتاه پویانمایی از مک هیل به نام دفتر ناشناخته‌ها ساخته شده‌است که بخشی از برنامه گسترش فیلم کوتاه استودیو کارتون نتورک بوده‌است. الایجا وود و کالین دین صداپیشگان شخصیت‌های ویرت و گِرِگ را بر عهده دارند و ملانی لینسکی صداپیشگی بئاتریس، پرنده آبی را می‌کند. صداپیشه‌های دیگر این سریال همچنین شامل کریستوفر لوید، تیم کاری، جان کلیز و ساموئل رامی هستند. آنسوی دیوار باغ در گستره ۳ هفته از ۳ نوامبر تا ۷ نوامبر ۲۰۱۴ پخش شد.
این سریال با بازخورد خوب منتقدان تلویزیونی روبرو شد که از فضا و شخصیت‌های آن تعریف کردند. این مجموعه در سال ۲۰۱۵ برنده جایزه امی برای بهترین پویانمایی شد.

## دست‌اندرکاران

### صداهای اصلی
- الایجا وود به عنوان ویرت
- کالین دین به عنوان گرگوری (گِرِگ)
- ملانی لینسکی به عنوان بئاتریس
- کریستوفر لوید به عنوان جنگلبان
- جک جونز به عنوان قورباغه گرگ
- ساموئل رامی به عنوان جانور

## بازخورد

### بازخورد منتقدان
آنسوی دیوار باغ مورد تحسین منتقدان قرار گرفت. پیش از نخستین نمایش آن، پاتریک کوین دی از لس آنجلس تایمز آن را "خنده دار، چندش‌آور" و "نه چندان ساده آنگونه که به نظر می‌رسد" توصیف کرد. در تی‌وی گاید و همچنین پیش از نخستین نمایش، مگان والش جهان داستان را جهانی خواند که ارزش گم شدن در آن را دارد". : 24 مردیت ورنر از آی‌او۹ پیش نمایش این برنامه را "شگفت انگیز"، "عجیب و زیبا و عالی" نامید، که بازتابندهٔ "همه چیزهایی است که ما در این رنسانس پویانمایی عجیب و غریب که هم‌اکنون در آن زندگی می‌کنیم" دوست داریم.
رابرت لوید از روزنامه لس آنجلس تایمز نوشت که گاهی اوقات این داستان "کمی بیش از حد عامیانه و افسانه ای" است، اما "عجیب و غریب بودن معاصر آن برنده می‌شود" و به این نتیجه رسید که "همه چیز برای دیدن است". لوید بعداً نوشت که این "نوعی کیفیت هنری" را در طراحی و محیط آن برانگیخته است، و اگرچه نوشتار "کمی بیش از حد به قصد خود" احساس می‌کرد، اما در کل لذت بخش تر شد. در نیویورک تایمز، مایک هیل نیز احساس می‌کرد که نوشتار گاهی ضعیف است و داستانها "به طرز خطرناکی نازک" هستند، اما نتیجه گرفت که مک هیل محیطی را ایجاد کرده‌است که ارزش بازدید را دارد.
| سال  | جایزه                             | دسته‌بندی                                                              | نامزد                               | نتیجه |
| ---- | --------------------------------- | --------------------------------------------------------------------- | ----------------------------------- | ----- |
| ۲۰۱۵ | جایزه آنی                         | بهترین پویانمایی تلویزیونی/بهترین برنامه تلویزیونی کودکان             | آنسوی دیوار باع                     | نامزد |
| ۲۰۱۵ | جایزه آنی                         | دستاورد برجسته در کارگردانی و تولید پویانمایی تلویزیونی/پخش تلویزیونی | رابرت آلوارز، کن بروس و لری لیشلیتر | نامزد |
| ۲۰۱۵ | جایزه روبن                        | پویانمایی تلویزیونی                                                   | پاتریک مک‌هال                        | برنده |
| ۲۰۱۵ | هنرهای خلاقانه پریتایم امی        | برترین پویانمایی                                                      | آنسوی دیوار باع                     | برنده |
| ۲۰۱۵ | هنرهای خلاقانه پریتایم امی        | دستاوردهای برجسته فردی در زمینه پویانمایی                             | نیک کراس                            | برنده |
| ۲۰۱۵ | جشنواره بین‌المللی پویانمایی اتاوا | بهترین پویانمایی                                                      | آنسوی دیوار باع                     | برنده |
| ۲۰۱۶ | جایزه انتخاب نوجوان               | انتخاب ببیندگان: پویانمایی                                            | آنسوی دیوار باع                     | نامزد |

## برای مطالعهٔ بیشتر
- Willsey, Kristiana (2016). "'All That Was Lost Is Revealed': Motifs and Moral Ambiguity in Over the Garden Wall". Humanities. 5 (3): 51. doi:10.3390/h5030051.